# Isidore Cohen
Isidore Cohen (* 16. Dezember 1922 in Brooklyn, New York; † 23. Juni 2005 in Bronx, New York) war ein US-amerikanischer Kammermusiker und Geiger. Er war Mitglied des Juilliard String Quartets und des Beaux Arts Trios.

## Leben
Cohen begann mit sechs Jahren, Violine zu lernen, und absolvierte die High School of Music and Art in Manhattan, obwohl er anfangs Arzt werden wollte. Sein vormedizinisches Studium am Brooklyn College wurde durch seinen Militärdienst in Europa für die U.S. Army während des Zweiten Weltkriegs unterbrochen. Dort entschied er sich, das Leben der Menschen lieber durch Musik zu berühren, und wurde Musiker.
Nachdem er das Militär verlassen hatte, studierte er bei Ivan Galamian an der Juilliard School. Galamian hatte zwar Bedenken, einen 24-jährigen Studenten anzunehmen, wollte aber einem Kriegsveteranen helfen. An diesem Punkt begann seine Musikerkarriere aufzublühen, und er erregte sogar mit seiner Aufführung von Igor Strawinskys L’Histoire du Soldat die Aufmerksamkeit des Komponisten. Berühmt war seine Aufmerksamkeit für moderne Komponisten, und vor allem arbeitete er an einigen Stücken eng mit John Cage zusammen.
In den 1950er-Jahren diente er als Konzertmeister der Orchestren auf den Casals-Festivals in Frankreich und Puerto Rico, und zusätzlich in mehreren Ensembles in New York, einschließlich des Columbia Symphony Orchestra. Er war häufig Konzertmeister in Leonard Bernsteins Fernsehsendung Young People’s Concerts. Sein Darbietung von Le sacre du printemps als Konzertmeister unter Strawinskys Leitung ist auf dem Voyager Golden Record erhalten. 1952 lud Alexander Schneider Cohen ein, sich seinem Quartett als zweiter Geiger anzuschließen. Während Cohens Beschäftigung nahm das Schneider-Quartett die erste komplette Sammlung von Joseph Haydns Streichquartetten auf.
Ab 1958 war Cohen zweiter Geiger des Juilliard String Quartet, was er beinahe ein Jahrzehnt blieb. Als Mitglied des Quartetts diente Cohen der Fakultät von Juilliard von 1958 bis 1966.
1968 wurde er, nachdem Daniel Guilet zurücktrat, vom Pianisten Menahem Pressler und vom Cellisten Bernard Greenhouse überredet, dem Beaux Arts Trio beizutreten.  Mitte der 70er-Jahre waren sie weltweit das bekannteste und meistbeschäftigte Klaviertrio. Während Cohens Zeit in dem Trio wurden dutzende Aufnahmen herausgebracht, unter anderem alle Klaviertrios von Ludwig van Beethoven, Haydn, Mozart, Dvořák, Brahms sowie Werke von Chopin, Tschaikowski, Rachmaninow, Charles Ives und Dmitri Schostakowitsch. Nach 23 Jahren wurde er von Ida Kavafian abgelöst.